# Frédéric Ragueneau
Pour les articles homonymes, voir Ragueneau.
Frédéric Ragueneau né à Tours en 1540 a été évêque de Marseille de 1572 à 1603. Il meurt assassiné à Signes (Var) le 26 septembre 1603.

## Biographie
Parent du maire Étienne Ragueneau, Frédéric Ragueneau, est né à Tours en 1540. Son oncle, Pierre de Ragueneau le nomme chanoine de La Major en 1563 à tout juste 22 ans. Il lui procura ensuite diférents bénéfices : prieur prébendé de Septêmes et Fabregoules en 1564, de Gonfaron et de Cogolin en 1565. Frédéric de Ragueneau est reçu docteur en théologie le 23 septembre 1569 à Toulouse, cité championne du catholicisme intransigeant, surnommée la Sainte. À peine âgé de 31 ans il est nommé évêque de Marseille à la suite de la démission en sa faveur de son oncle Pierre Ragueneau qui lui avait auparavant cédé les prieurés de Gonfaron et Cogolin. Il fut sacré évêque vers noël 1572.
Le roi réclamant des subsides, il se rendit à Paris en avril 1573 et, pour verser les sommes réclamées, il dut aliéner la seigneurie de la Reynarde. De nouvelles contributions financières étant demandées, il envisagea d’aliéner la commune de Cassis mais les habitants de cette localité préférèrent payer la taxe de l’évêque, ce qui était un lourd sacrifice, plutôt que de devenir une seigneurie laïque.
Alors même, pourtant, que l’édit de Beaulieu de mai 1576 garantissait la liberté de culte pour les protestants, le 6 novembre 1576, il dépêche sur place son viguier Clémens Clavelly et fait convoquer en présence d’Honoré de Castillon, seigneur du Castellet, et du gouverneur de Marseille, Claude-Antoine Bon, Baron de Mevouhlon, ligueur, le conseil de la commune au grand complet. Il invoque les édits royaux pour la pacification afin de faire interdiction de toutes réunions cultuelles sur tous les territoires de sa seigneurie de Signes, et exige que l'interdiction soit immédiatement signifiée aux protestants de Signes.
En 1578 il obtint un arrêt contre les protestants qui voulaient s’établir à Signes. Il consentit à la fondation du couvent des Capucins à Marseille ; la reine mère Catherine de Médicis qui était arrivée à Marseille le 5 juin 1579 accompagnée du légat du pape le cardinal de Bourbon et d’Henri d’Angoulême grand prieur de France, posa la première pierre.
La ville de Marseille ayant pris le pari de la ligue, il se retira en 1584 à Aix-en-Provence où il trouva le duc d’Angoulême qui soutenait le parti du roi, mais qui fut tué dans cette ville après un duel avec Altovitis. Il décide d’aller en Italie en suivant Christine de Lorraine qui allait épouser Ferdinand, grand duc de Toscane. Il reste en Toscane pendant la dictature de Charles de Casaulx et retourne à Marseille après l’assassinat du dictateur. Le 5 janvier 1597 il assiste à la première séance solennelle de la chambre de justice. Il rend hommage à la princesse Marie de Médicis lors de son arrivée à Marseille en 1599 pour aller épouser Henri IV.
Ce prélat digne de l’estime de son souverain et de son peuple à cause de ses grandes qualités, fut peu aimé dans son diocèse. Il fut assassiné le 26 septembre 1603 d’un coup de pistolet (?) à Signes. Il était en effet haï pour son âpreté à revendiquer ses droits. Les assassins, au nombre de douze, furent condamnés à la roue mais ne furent pas arrêtés et donc non exécutés. Son corps fut transporté à Aubagne. L’inhumation eut lieu à la cathédrale de la Major.